# مات ميتريون
ماثيو ستيفن ميتريون (بالإنجليزية: Matthew Steven Mitrione؛ مواليد 15 يوليو 1978) هو مُقاتل فنون قتالية مختلطة أمريكي.

## وصلات خارجية
- مات ميتريون على موقع مرجع كرة القدم المحترفة.كوم (الإنجليزية)
- مات ميتريون على موقع يو إف سي (الإنجليزية)
- مات ميتريون على موقع بيلاتور (الإنجليزية)
- مات ميتريون على موقع شيردوغ (الإنجليزية)
- مات ميتريون على موقع Tapology.com (الإنجليزية)
- مات ميتريون على موقع IMDb (الإنجليزية)
- مات ميتريون على موقع قاعدة بيانات الفيلم (الإنجليزية)